# Taaiheid

Spanning-rekdiagram van in het blauw een ductiel materiaal en in het rood een bros materiaal. De oppervlakte onder de curve geeft de energie dat het materiaal kan opnemen en dus de taaiheid aan. De hoeveelheid plastische rek die een materiaal kan ondergaan zonder te breken geeft de brosheid of ductiliteit aan.

Taaiheid is een materiaaleigenschap, die aangeeft hoeveel energie een materiaal kan absorberen voor het breekt. Het is dus een maatstaf van energieabsorptie en zegt iets over de manier waarop een bepaald materiaal onder mechanische belasting breekt. De eenheid van taaiheid in trekspanning en daarmee de geabsorbeerde vervormingsenergie ({\displaystyle U_{T}}) is joule per kubieke meter {\displaystyle J \over m^{3}}.

## Taaiheid als materiaaleigenschap
Taaiheid moet niet worden verward met ductiliteit, wat een maat is van de hoeveelheid plastische vervorming (rek, {\displaystyle \varepsilon }) voor breuk. Een ductiel materiaal dat veel plastische rek vertoont voor breuk bij een lage spanning, zal een klein oppervlak onder de curve hebben en dus wel ductiel, maar niet taai zijn. Hetzelfde geldt voor een bros materiaal met een grote sterkte (hoge vloeigrens). Deze kan bij een minimale plastische vervorming (rek), toch veel spanningsenergie absorberen en zal een groot oppervlakte onder de curve als resultaat hebben, dus redelijk taai maar niet ductiel zijn. Met bros wordt in dit voorbeeld het tegenovergestelde van ductiel bedoeld. Het tegenovergestelde van taai heet echter ook bros, wat soms voor verwarring kan zorgen.
Ook is sterkte een andere materiaaleigenschap dan taaiheid, ook al worden dezen soms verward met elkaar. Sterkte zegt iets over de hoeveelheid rek dat een materiaal aankan voor er de vloeigrens of treksterkte wordt bereikt. Dus wanneer het plastisch gaat deformeren of insnoeren. Sterkte is dan ook de weerstand dat een materiaal kan bieden tegen plastische deformatie.

## Vervormings- en breukenergie
De taaiheid, oftewel hoeveelheid geabsorbeerde vervormingsenergie {\displaystyle U_{T}} dat een materiaal kan opnemen kan worden bepaald met de oppervlakte (dus de integraal lopend tot de breukrek {\displaystyle \varepsilon _{f}}) onder het spanning-rekdiagram, zoals verkregen met een trekproef. Het is de mechanische energie (arbeid) dat wordt opgenomen per volume-eenheid materiaal, totdat breuk optreedt. Soms wordt de totale geabsorbeerde energie bij breuk ook de breukenergie genoemd. {\displaystyle U_{T}} in {\displaystyle J \over m^{3}} kan berekend worden door:
{\displaystyle U_{T}={\frac {\mbox{energie}}{\mbox{volume}}}=\int _{0}^{\varepsilon _{f}}\sigma \,d\varepsilon }
Hierin is
- {\displaystyle \varepsilon } de rek;
- {\displaystyle \varepsilon _{f}} de breukrek;
- {\displaystyle \sigma } de spanning.

### Verwante begrippen
- De combinatie van stijfheid (weerstand tegen elastische vervorming) en (breuk)taaiheid bepaalt de totale geabsorbeerde breukenergie;
- de weerstand tegen splijtbreuk, de kerfslagwaarde, uitgedrukt in {\displaystyle J \over m^{2}};
- de weerstand tegen scheurvorming onder wisselende belasting, de vermoeiingsgrens {\displaystyle \sigma _{e}}.

## Breuktaaiheid

### Breuktaaiheid
De zogenaamde breuktaaiheid of {\displaystyle K_{Ic}} van een materiaal is een materiaaleigenschap, dat iets zegt over de scheurgroei. Een hoge breuktaaiheid zal weerstand geven tegen scheurgroei, terwijl een lage breuktaaiheid abrupt verder kan scheuren door een materiaal. De breuktaaiheid kan met behulp van een kerfslagproef worden bepaald. De gemeten breuktaaiheid van een gegeven materiaal is behalve van het materiaal zelf afhankelijk van de dikte van het werkstuk, de temperatuur, de snelheid van de vervorming en van de aanwezigheid van kerven of scheuren. Wordt de maximale spanning ergens in bros materiaal overschreden, dan zal een scheur ontstaan die door de kerfwerking snel verder kan groeien. Taai materiaal zal onder toenemende mechanische spanning eerst elastisch en uiteindelijk plastisch vervormen waarna de belasting nog kan toenemen zonder dat meteen breuk optreedt. Breuktaaiheid is dus een onderdeel binnen taaiheid. Taaiheid geeft dan dus ook weerstand tegen het doorgroeien van kerven en scheuren aan: de plastische vervorming rond de scheurtip vermindert de spanningsconcentratie en daarmee verdere scheurgroei.

### Kerfslagwaarde
In de praktijk wordt de gewenste taaiheid van een materiaal aangegeven door de kerfslagwaarde. Indien er materiaaleisen gesteld worden, wordt er naast de sterkte-eisen ook vaak een kerfslagwaarde bij een bepaalde temperatuur bij gevraagd. Deze kerfslagwaarde is in feite de energie die wordt gebruikt om een staafje te breken; dus hebben taaie materialen een hogere kerfslagwaarde dan brosse materialen. Vooral in de offshore en scheepvaartindustrie worden er hoge eisen gesteld aan het materiaal met betrekking tot de taaiheid. Indien er aan het staal gelast moet worden en als het materiaal bij lage temperaturen moet worden gebruikt zijn de eisen zeer hoog. Meestal is dat materiaal zo taai dat de taaiheid bij 0°C niet kan worden gemeten en wordt de waarde gevraagd bij -20 °C of -40 °C. Veel materialen (waaronder staal) hebben een overslagpunt als de breuktaaiheid wordt afgezet tegen de temperatuur van het materiaal. Bij lage temperaturen gedraagt het materiaal zich significant minder taai dan bij hogere temperaturen. Dat is ook de reden waarom van een bepaald materiaal de kerfslagwaarde niet van de ene temperatuur naar de andere kan worden omgerekend.
Praktisch kan men de kerfslagwaarde berekenen met volgende formule:
{\displaystyle K={\frac {E_{b}}{A}}}  met {\displaystyle K}, de kerfslagwaarde, {\displaystyle E_{b}} de breukenergie waargenomen met een kerfslagmeettoestel en {\displaystyle A} de oppervlakte van de kerf.

### Type breuk
Taaie materialen geven een typisch breukoppervlak, dit type breuken worden glijdbreuken genoemd. Deze wordt ook gezien bij een ductiele breuk. 

Taaiheid in materialen
Spanning-rekdiagram van drie (bijna even) ductiele materialen met elk een andere mate van taaiheid, oftewel oppervlakte onder de curve.
- Glijdbreuk, een typisch breukvlak voor een ductiele breuk. Dit is in 6061 aluminium afbeelding gemaakt met een rasterelektronenmicroscoop (SEM).